# Schiedskommission (DDR)
Schiedskommissionen (abgekürzt SchK) zählten im System der DDR-Justiz neben den Konfliktkommissionen und in Abgrenzung zur staatlichen Gerichtsbarkeit zu den sogenannten gesellschaftlichen Gerichten der „sozialistischen Rechtspflege“.
Die Schiedskommissionen wurden 1964 nach dem Vorbild der Konfliktkommissionen gebildet und ersetzten die 1953 geschaffenen Sühnestellen. Die Verfassung der Deutschen Demokratischen Republik von 1968 regelte in Artikel 92:

„Die Rechtsprechung wird in der Deutschen Demokratischen Republik durch das Oberste Gericht, die Bezirksgerichte, die Kreisgerichte und die gesellschaftlichen Gerichte im Rahmen der ihnen durch Gesetz übertragenen Aufgaben ausgeübt.“

In Umsetzung dieser Verfassungsregelung wurde mit Wirkung zum 1. Juli 1968 das Gesetz über die gesellschaftlichen Gerichte erlassen. Nach § 19 dieses Gesetzes hatten die Ausschüsse der Nationalen Front die Wirksamkeit der Tätigkeit der Schiedskommissionen insbesondere durch Teilnahme ihrer Vertreter an deren Beratungen zu fördern. 
Schiedskommissionen wurden in den Wohngebieten der Städte und in Gemeinden sowie in landwirtschaftlichen Produktionsgenossenschaften und den Produktionsgenossenschaften der Fischer, Gärtner und Handwerker gebildet. In größeren Gemeinden wurden mehrere Schiedskommissionen gebildet. Die Zahl der Schiedskommissionen lag zwischen fünf- und sechstausend.
Die Mitglieder der Schiedskommissionen waren keine ausgebildeten Richter und Juristen, sondern stets Laienrichter, ähnlich einem Schöffen, die aber regelmäßig Schulungen und Anleitungen zur „richtigen“ Auslegung und Anwendung des „sozialistischen Rechts“ besuchen mussten. Eine Schiedskommission bestand aus 8 bis 15 Mitgliedern (es kamen aber auch Schiedskommissionen mit nur 6 oder auch bis zu 20 Mitgliedern vor). Die Mitglieder hatten bis 1968 eine Amtszeit von zwei und danach von vier Jahren.
Die Kompetenzen der Schiedskommissionen lagen vor allem bei untergeordneten zivilrechtlichen Rechtsstreitigkeiten (mit einem Streitwert bis etwa 500 DDR-Mark) und Bagatellkriminalität (Vergehen und Verfehlungen) mit lokalem Bezug.
Die Entscheidungen der Schiedskommissionen erlangten ähnlich einem gerichtlichen Urteil Rechtskraft. Es bestand jedoch die Möglichkeit, gegen diese Entscheidungen innerhalb einer gesetzlich festgelegten Frist ein Rechtsmittel beim örtlich zuständigen Kreisgericht einzulegen. Hier wurde diese Entscheidung der Schiedskommission dann von einem Berufsrichter (gegebenenfalls mit 2 Schöffen) überprüft, neu verhandelt und entweder aufgehoben oder bestätigt.
Nach der Wende wurden auch die Schiedskommissionen in den Prozess der Wiedereinführung eines Rechtsstaates einbezogen. Der beherrschende Einfluss der in PDS umbenannten SED auf die Schiedskommissionen endete. Die erste frei gewählte Volkskammer wandelte sie mit dem „Gesetz über die Schiedsstellen in den Gemeinden“ vom 13. September 1990 in Schiedsstellen um.

## Verfahrensstatistik
| [ 6 ]                      | 1959 a | 1959 a | 1969   | 1969   | 1979   | 1979   | 1989   | 1989   |
| -------------------------- | ------ | ------ | ------ | ------ | ------ | ------ | ------ | ------ |
| Vergehen                   | 55.866 | 87,9 % | 7.151  | 24,1 % | 5.054  | 26,4 % | 4.870  | 30,3 % |
| Verfehlungen               |        |        | 14.498 | 48,8 % | 7.899  | 41,3 % | 6.052  | 37,7 % |
| Ordnungswidrigkeiten       |        |        | 365    | 1,2 %  | 266    | 1,4 %  | 564    | 3,5 %  |
| Schulpflichtverletzungen   |        |        | 467    | 1,6 %  | 555    | 2,9 %  | 267    | 1,7 %  |
| Zivilrecht                 | 7.680  | 12,1 % | 6.845  | 23,0 % | 5.286  | 27,7 % | 4.315  | 26,9 % |
| Arbeitsscheues Verhalten b |        |        | 375    | 1,3 %  | 57     | 0,3 %  |        |        |
| Summe                      | 63.546 |        | 29.701 |        | 19.117 |        | 16.068 |        |